# Mednarodno letališče Domodedovo
Mednarodno letališče Mihaila V. Lomonosova Domodedovo (rusko: Домодедово аэропорт, IPA: [dəmɐˈdʲɛdəvə]) (IATA: DME, ICAO: UUDD) je mednarodno letališče, ki služi Moskvi, glavnemu mestu Rusije. Leži v mestu Domodedovo v Moskovski oblasti, 42 km jugo-jugovzhodno od središča Moskve. Letališče Domodedovo je eno od štirih velikih moskovskih letališč in eno največjih v Rusiji. Leta 2017 je služilo 30,7 mio. potnikov, kar je povečanje za 7,6 % glede na 2016, tako je bilo drugo najprometnejše letališče v Rusiji, takoj za glavnim moskovskim letališčem Šetremetjevim.
Leta 2019 je bilo po natečaju za poimenovanje poimanovano po ruskem znanstveniku Mihailu Lomonosovemu.

## Zgodovina
Gradnja se je začela leta 1948 po odločitvi politbiroja. Takrat je bilo letališče znano kot »Objekt št. 306«. Za rojstni dan letališča velja 7. april 1962.
Letališče leži na območju bivše vasi Jelgazino (rusko Елгозино).
Septembra 2017 je bil odprl nov hotel v terminalu letališča, kar omogoča potnikom, da prenočijo v hotelu, brez da bi zapustili terminal.
Za svetovno prvenstvo v nogometu 2018 je bil zgrajen Terminal 2 s površino 61 nogometnih igrišč. Zaključek gradnje je bil načrtovan za marec 2018, vendar se je gradnja zaključila leta 2020.
Leta 2018 se je začela gradnja Terminala 3.